# ماجدالينا فرنانديز
ماجدالينا فرنانديز (بالإسبانية: Magdalena Fernández) هي فنانة فنزويلية، (ولدت في كاراكاس في فنزويلا 1964  م).